# Brailin de León
Brailin de León (San Marcos, 29 de marzo de 1992) es un futbolista guatemalteco. Juega de defensa lateral y actualmente juega en el Deportivo Marquense de la Liga Primera División de Guatemala.

## Clubes
| Club                | País      | Año           |
| ------------------- | --------- | ------------- |
| Deportivo Marquense | Guatemala | 2012-2016     |
| Xelajú MC           | Guatemala | 2016-2019     |
| Deportivo San Pedro | Guatemala | 2019-presente |